# Branislav Angelovski
Branislav Angelovski (Bitola, 21 de febrero de 1977) fue un jugador macedonio de balonmano que jugó de central. Fue un componente de la Selección de balonmano de Macedonia del Norte.

## Palmarés

### Vardar
- Liga de Macedonia de balonmano (1): 1999
- Copa de Macedonia de balonmano (1): 2000

### Zagreb
- Liga de Croacia de balonmano (2): 2002, 2004
- Copa de Croacia de balonmano (1): 2004

### Pfadi Winterthur
- Liga suiza de balonmano (1): 2003
- Copa de Suiza de balonmano (1): 2003

### Pelister
- Liga de Macedonia de balonmano (1): 2005
- Copa de Macedonia de balonmano (1): 2005

### Metalurg
- Liga de Macedonia de balonmano (1): 2006
- Copa de Macedonia de balonmano (2): 2006, 2007

### Constanta
- Liga Națională (4): 2011, 2012, 2013, 2014
- Copa de Rumanía de balonmano (4): 2011, 2012, 2013, 2014

## Clubes
- RK Vardar (1997-2000)
- RK Tinets Prolet (2000-2001)
- 1862 Zagreb (2001-2002)
- Pfadi Winterthur (2002-2003)
- RK Zagreb (2003-2004)
- RK Pelister (2004-2005)
- RK Metalurg Skopje (2005-2007)
- Fenix Toulouse HB (2007-2008)
- HC Al Ain (2008-2009)
- RK Vardar (2009-2010)
- Dobrogea Sud Constanta (2010-2017)